# Cazoulès
Cazoulès é uma comuna francesa na região administrativa da Nova Aquitânia, no departamento Dordonha. Estende-se por uma área de 3,51 km². Em 2010 a comuna tinha 467 habitantes (densidade: 133 hab./km²).